# New-Britainbronsvleugelduif
De New-Britainbronsvleugelduif (Henicophaps foersteri) is een vogel uit de familie Columbidae (duiven). De wetenschappelijke naam van de soort werd in 1906 gepubliceerd door Lionel Walter Rothschild en Ernst Hartert. Het is een door habitatverlies kwetsbaar geworden vogelsoort die alleen voorkomt in de Bismarckarchipel, een groep eilanden ten noordoosten van en behorend tot Papoea-Nieuw-Guinea.

## Kenmerken
De vogel is 38 cm lang. Het is een grote duif met een lange staart die vooral op bodem foerageert. Van boven is de duif donkerbruin met een iriserende glans, van onder is de vogel licht roodachtig bruin. Kenmerkend is de grote vuilwitte vlek op de keel.

## Verspreiding en leefgebied
Deze soort is  endemisch op de eilanden Nieuw-Brittannië en Umboi (Bismarckarchipel). De leefgebieden van deze vogel liggen in ongerept regenwoud of oud secundair bos in laagland of heuvelland onder de 700 meter boven zeeniveau.

## Status
De New-Britainbronsvleugelduif heeft een beperkt verspreidingsgebied en daardoor is de kans op uitsterven aanwezig. De grootte van de populatie werd in 2018 door BirdLife International geschat op 1000 tot 2500 volwassen individuen. De populatie-aantallen nemen af door habitatverlies. Het leefgebied wordt aangetast door ontbossing, waarbij natuurlijk bos plaats maakt voor agrarisch gebruik zoals zelfvoorziendende landbouw en de aanleg van oliepalmplantages. Daarnaast vormen verwilderde honden en katten een gevaar voor deze grondbewonende duivensoort.  Om deze redenen staat deze soort als kwetsbaar op de Rode Lijst van de IUCN.